# Сен-Луи (област)
Сен-Луи е една от 11-те области на Сенегал. Разположена е в северната част на страната, граничи с Мавритания и има излаз на Атлантическия океан. Столицата на областта е град Сен-Луи. Площта ѝ е 19 241 км², а населението е 908 942 души (по преброяване от 2013 г.). Разделена е на 3 департамента.
В Сен-Луи се намира националният резерват за птици Джудж, който е убежище на много видове птици, някои от които се срещат само в тази част на света.